# Bete (fiske)
För andra betydelser, se bete.
Ett bete är dels ett fiskeredskap, utrustat med en fiskekrok som roterar i vattnet eller ligger stilla, dels också det agn (lockmat) man kan använda för att ytterligare locka ett bytesdjur att hugga på en fiskekrok.

## Fiskeredskap
Fiskeredskapet är oftast tillverkat i metall och ibland utformat att efterlikna ett betesdjur, till exempel en mört. Det har möjligen sitt ursprung i att fiskedrängar tillverkat artificiella fiskedrag av skedar, så kallade "skeddrag". Den ursprungliga metoden vid fiske med denna typ av bete är troligen dragrodd, där betet fästs i en lina och dras efter en roddbåt. Det finns även beskrivet om användning av en så kallad kastlåda, där linan placerades på ett lämpligt sätt i en låda varefter fiskaren med en svingande rörelse kastade ut draget. Linan ringlade därefter ut, för att sedan indragas med händerna så att dragets rörelser liknade en levande bytesfisk, till exempel en gädda.
Numera används ofta fiskespön med haspel- eller multiplikatorrulle vid utkastning och intagande av betet. En vanlig typ av liknande men något modernare fiskedrag kallas wobbler.

## Agn
Traditionellt används ofta daggmask till levande agn, men vanligt är också olika arter av mindre betesfisk, exempelvis löja (fiske med levande betesfisk är dock förbjudet i Sverige enligt Jordbruksverket). Därtill används inte sällan icke-levande agn, såsom en fast deg eller bitar av bröd, eller kokt nordhavsräka eller blåmussla.